# غار کلر
غار کلر مربوط به احتمالاً دوره ایلخانی است و در شهرستان قوچان، روستای کلر واقع شده و این اثر در تاریخ ۸ مرداد ۱۳۸۱ با شمارهٔ ثبت ۵۹۴۴ به‌عنوان یکی از آثار ملی ایران به ثبت رسیده است.